# Белый шоколад

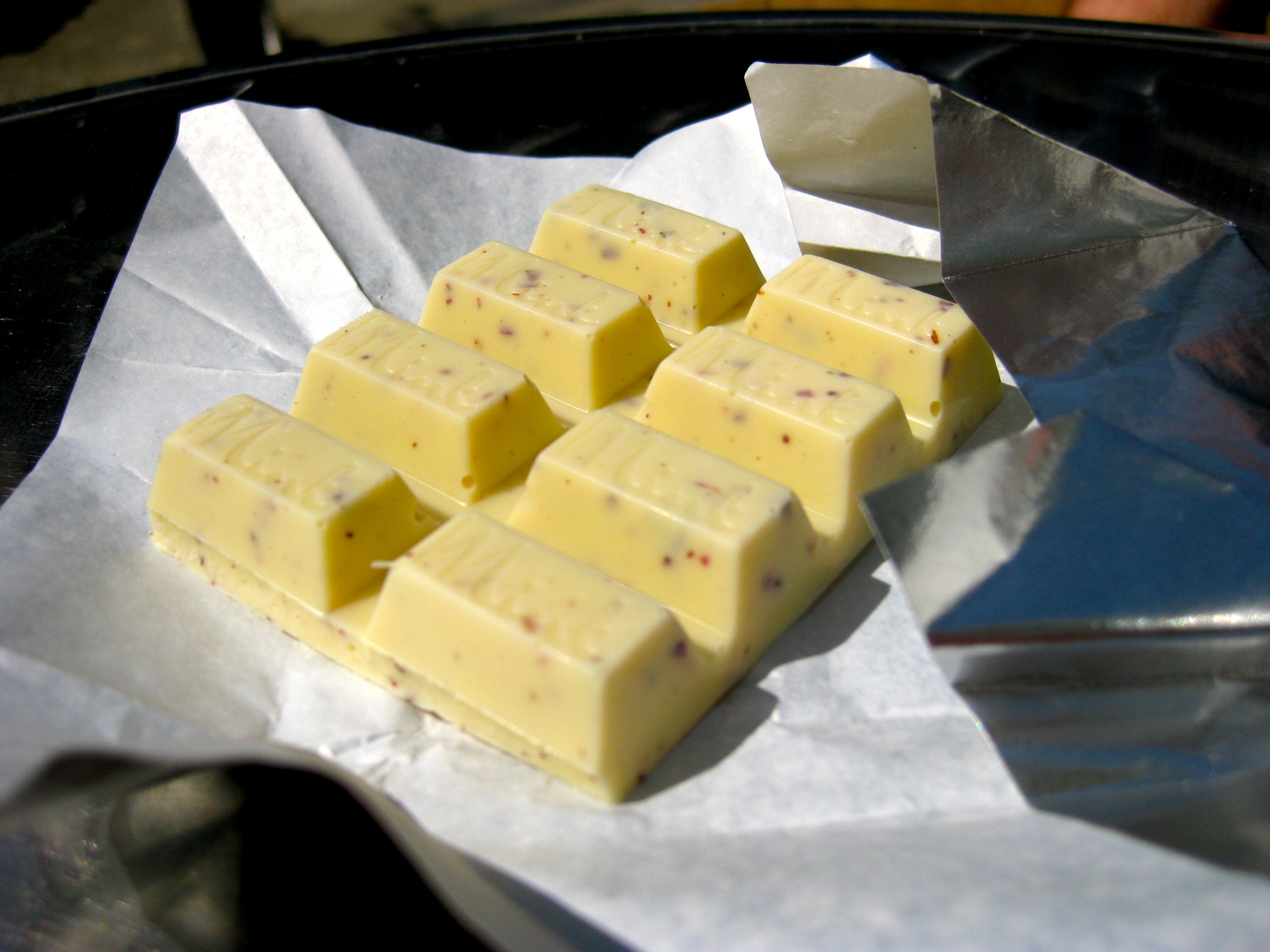
Плитка белого шоколада с лепестками роз

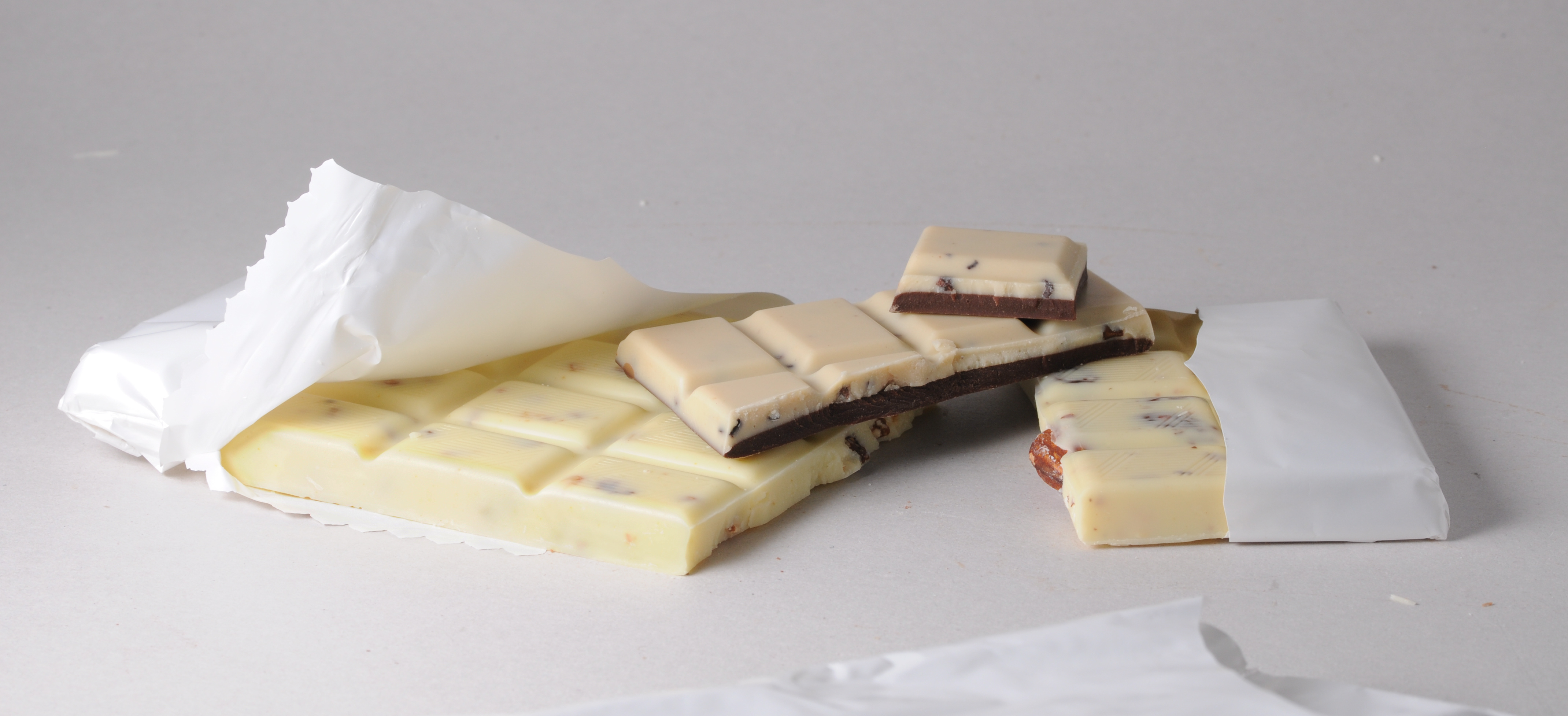
Плитка белого шоколада

Белый шоколад — шоколад, который вырабатывают из масла какао, сахара, плёночного сухого молока и ванилина без добавления какао-порошка, благодаря чему он имеет цвет слоновой кости (часто с желтоватым оттенком) и содержит минимум антиоксидантов, таких, как теобромин и кофеин.
Своеобразным вкусом этот продукт обязан особому сухому молоку, имеющему карамельный привкус, а в качестве ароматизатора чаще всего используется ванилин.
В США и Евросоюзе к составу продукта предъявляются жёсткие требования. В частности, установлено, что содержание масла какао не может составлять менее 20 %. В отличие от классического шоколада, белый шоколад не содержит какао-порошка.
Первый белый шоколад (Milkybar) выпустил в 1930-е годы швейцарский концерн Nestlé, пытавшийся таким образом утилизировать излишки масла какао. Взрывной рост популярности белого шоколада (включая пористые сорта) произошёл лишь полвека спустя, в 1980-е годы.
В современном кондитерском производстве используются разнообразные продукты, по виду напоминающие белый шоколад, но в действительности состоящие из гидрогенизированных жиров без добавления какао-продуктов.